# Pierre Braine
Edmond Pierre Ernest Braine (* 26. Oktober 1900 in Berchem, Antwerpen; † 6. November 1951 in Antwerpen) war ein belgischer Fußballspieler. Der Mittelfeldakteur trat beim Beerschot VAC sowie in der Nationalmannschaft seines Heimatlandes an.

## Laufbahn
Pierre Braine spielte bereits in der Jugend beim Beerschot VAC, einem Vorläufer des heutigen Germinal Beerschot, in dessen A-Mannschaft er 14 Jahre lang antreten sollte. Er gewann mit seinem Verein fünf Mal die belgische Meisterschaft.
Zudem stand Braine acht Jahre im Kader der belgischen Nationalmannschaft, für die er 46 Spiele bestritt und mit der er an zwei großen Turnieren teilnahm: 1928 bei den Olympischen Sommerspielen und zwei Jahre darauf bei der erstmals ausgetragenen Fußball-Weltmeisterschaft trug Braine das Trikot der Diables Rouges.
Am 6. November 1951 verstarb er an den Folgen eines Herzinfarktes, den er in einem Antwerpener Café erlitten hatte.
Sein jüngerer Bruder Raymond gilt als einer der besten belgischen Fußballspieler vor dem Zweiten Weltkrieg und war zugleich der erste Profifußballspieler seines Heimatlandes. Sein 1930 geborener Sohn Roger war kurzzeitig ebenfalls in der höchsten belgischen Fußballspielklasse aktiv, jedoch nur mit mäßigem Erfolg.

## Erfolge
- Belgischer Meister (5): 1922, 1924, 1925, 1926 und 1928